# Valentino Pesenti
Valentino Pesenti, noto anche come il "Mostro di Genova" (Genova, 1962), è un serial killer italiano, responsabile di quattro omicidi tutti commessi a Genova tra il 1976 e il 1991.

## Biografia
Ci sono poche notizie sull'infanzia di Pesenti, che fu tormentata e piena di sofferenze. Nasce a Genova nel 1962. Ha un pessimo rapporto con i genitori, soprattutto con il padre che spesso lo rimprovera e lo prende a bastonate per una qualsiasi sciocchezza inutile. Diventa presto una persona rabbiosa e violenta, propensa al furto e alla rapina già in giovanissima età.

### Gli omicidi del 1976
Il 25 marzo 1976, a 14 anni, Pesenti si introdusse nella casa della contessa Elisabetta Thellung nel quartiere Carignano presumibilmente con l'intento di rapinarla. Lì trovò l'anziana dama di compagnia della contessa, Giovanna Grattarola, di 89 anni. Pesenti la uccise con numerose coltellate e si accanì sul cadavere colpendolo con un bastone e una mezzaluna. Rubò una catenina d'oro e una sveglia, poi fuggì. Il giorno dopo, tutti i giornali pubblicarono le foto dei muri della casa sporchi di sangue e gli inquirenti ipotizzarono subito che l'omicidio fosse opera di alcuni senzatetto della zona, poiché sembrava impossibile che un delitto così efferato fosse opera di una sola persona. Viene arrestato un imbianchino di 50 anni che era stato visto uscire dal portone al momento dell'omicidio, ma presto la pista su di lui viene abbandonata e il caso archiviato.
Il 31 agosto 1976 Pesenti torna a colpire, uccidendo il 50enne cinese Kuo Yuen Suo, residente a Genova dagli anni '50 e proprietario di una pelletteria in via Lomellini. Quando Suo non torna a casa per pranzo alle 12:35, è la moglie Vera Doro a dare l'allarme intorno alle 12:50 perché il marito era sempre molto puntuale. La donna si reca quindi al negozio del marito, ma non trova nessuno. Mentre sta tornando a casa, viene scippata da un uomo di nome Patrizio Saluzzo che le ruba una collana. A questo punto la Doro, sconvolta, chiama la polizia e denuncia la scomparsa del marito. 
I carabinieri si recano al negozio dell'uomo e trovano il suo cadavere nel retrobottega, coperto da un telo di plastica e con due proiettili calibro 7,65 nella schiena. L'incasso della giornata è stato rubato, mentre il portafoglio della vittima ha ancora tutto il denaro al suo interno. Si indaga inizialmente per un delitto a scopo di estorsione, mentre una seconda pista vede colpevole lo scippatore Patrizio Saluzzo, che aveva derubato la Doro quel giorno. Saluzzo, però, viene presto scagionato e anche l'omicidio di Kuo Yuen Suo viene dimenticato in poco tempo lasciando Pesenti impunito.

### Il duplice omicidio di Bavari e l'arresto
Dopo quasi 15 anni di inattività, la notte tra il 17 e il 18 gennaio 1991 Pesenti entrò in una villa nel quartiere di Bavari in via Villa per rubare alcuni gioielli. Venne però riconosciuto da Maria Grazia Villa, ex insegnante disoccupata di 35 anni e sua ex fidanzata. Pesenti la imbavagliò poi andò in camera di sua madre, la 67enne Anna Maria Carrozzino, e la sorprese nel sonno legandole i polsi con un cavo elettrico. Come la figlia, fu picchiata e uccisa a coltellate per poi essere vilipesa a colpi di mattarello, stendipasta e trinciapollo. Dopo aver rubato una manciata di gioielli e altri oggetti di poco conto, lasciò l'abitazione ma fu visto da una testimone, Rosa, che abitava nell'appartamento al piano di sopra e aveva sentito le urla strazianti di madre e figlia mentre venivano uccise. Intorno alle 2:00 la donna chiamò il 113, e disse di aver visto l'assassino uscire dalla villa con una grossa sciarpa a righe al collo. 
Pesenti fuggì a bordo di una vecchia 500 bianca, e finì fuori strada poco dopo. Venne soccorso da due carabinieri, a cui Pesenti urlò "Aiutatemi! Non è forse vostro compito aiutare i cittadini in difficoltà?". Gli agenti notarono la sciarpa a righe descritta dalla signora Rosa e Pesenti fu dunque arrestato con l'accusa di aver appena ucciso la Villa e la Carrozzino. Durante la sua confessione il killer ammise anche l'omicidio di Giovanna Grattarola e Kuo Yuen Suo quindici anni prima. Riguardo al rapporto con Maria Grazia Villa, Pesenti racconta che aveva abitato in quella palazzina per alcuni mesi nel 1989, ma era stato cacciato da Anna Maria Carrozzino dopo che questa aveva scoperto della sua lunga fedina penale. Per questo quella sera aveva rubato una 500 bianca e fatto irruzione nella villa per svaligiarla, presto degenerata in tragedia. Pesenti disse "ho visto tutto rosso" quando interrogato sul motivo di tale mattanza.

### Il processo
Pesenti fu ritenuto capace di intendere e di volere, e il 21 maggio 1992 la Corte d'Assise di Genova lo condannò a 30 anni di carcere. È attualmente recluso nel carcere di Porto Azzurro, dove collabora al giornale carcerario bimestrale "La Grande Promessa". Ha più volte chiesto riforme che promuovano misure rieducative alternative alla detenzione in cella.